# Alessandro Tassoni

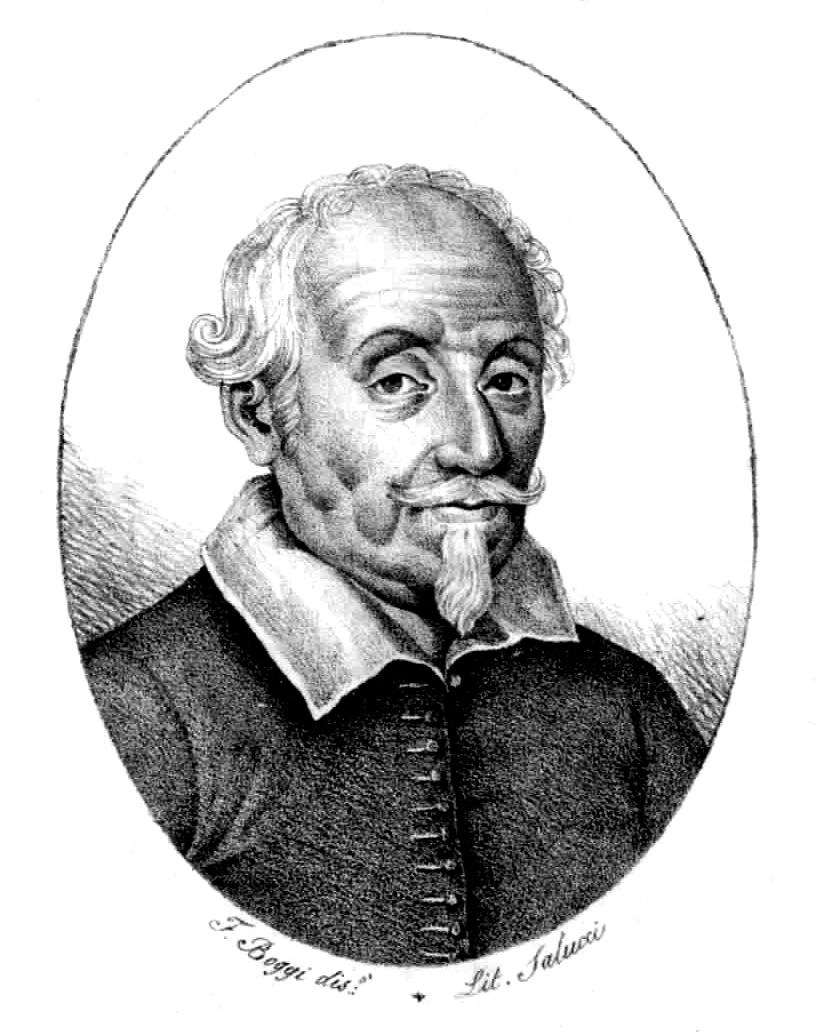
Alessandro Tassoni

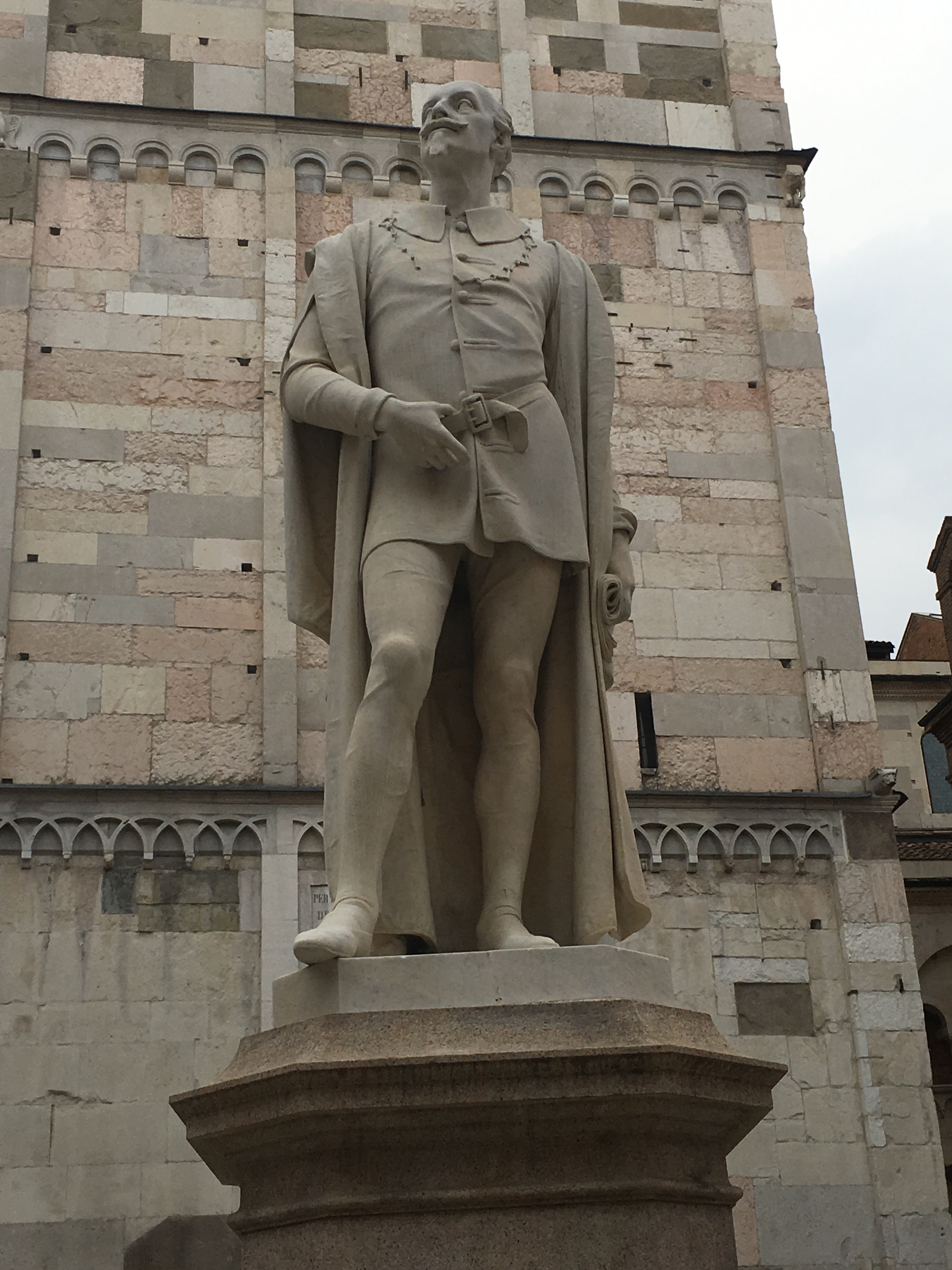
Alessandro Tassoni, Monument vor dem Dom zu Modena

Alessandro Tassoni (* 28. September 1565 in Modena, Emilia-Romagna; † 25. April 1635 ebenda) war ein italienischer Dichter. Sein bekanntestes Werk ist La secchia rapita. Gelegentlich benutzte Tassoni das Pseudonym Gaspare Salviani.

## Leben und Werk
Tassoni studierte an den Universitäten von Bologna und Ferrara Rechtswissenschaften. 1589 wurde er Mitglied der Accademia della Crusca in Florenz und 1597 in Rom Sekretär des Kardinals Ascanio Colonna, den er 1600 nach Spanien begleitete. Vom Kardinal in persönlichen Angelegenheiten desselben nach Rom zurückgesandt, ließ er sich dort ganz nieder und wurde in die Akademien der Umoristi und Lincei aufgenommen.
Ein erstes Ergebnis seiner Arbeiten waren seine 1609 in Modena verfassten Considerazioni sopra le rime del Petrarca, wodurch er in eine heftige literarische Fehde verwickelt wurde, sich aber doch das Verdienst erwarb, der übertriebenen Verehrung Petrarcas und dem Ansehen seiner ungeschickten Nachahmer ein Ende zu setzen. Kaum geringeres Aufsehen erregten seine 1612 in Rom entstandenen Pensieri diversi, in denen er den Homer und Aristoteles angriff. 1622 verfasste er in Paris sein bekanntestes Werk, das heroisch-komische Gedicht La secchia rapita, das den im 13. Jahrhundert zwischen den Modenesen und Bolognesen geführten Eimerkrieg zum Gegenstand hat.
Im gleichen Jahr trat er in die Dienste Karl Emanuels von Savoyen, zog sich aber, als nach langem Warten seine Beförderung durch Intrigen verhindert wurde, ins Privatleben zurück, bis 1626 Kardinal Ludovico Ludovisi ihn zu seinem Sekretär ernannte. Nach dem Tod des Kardinals im November 1632 berief Franz I., Herzog von Modena, Tassoni zu seinem Kammerherrn.
Alessandro Tassoni starb am 25. April 1635 in Modena und fand auf dem Friedhof von San Pietro seine letzte Ruhestätte.

## Schriften (Auswahl)
Briefe
- Bartolommeo Gamba (Hrsg.): Lettere. Venedig 1827.

Werke
- Der geraubte Eimer (Ausgewählte Bibliothek der Classiker des Auslandes; Band 14). Leipzig 1842 (übersetzt von Paul Ludolf Kritz).